# Каракис, Иосиф Юльевич
Ио́сиф Ю́льевич Кара́кис (16 [29] мая 1902, Балта, Балтский уезд, Подольская губерния, Российская империя — 23 февраля 1988, Киев) — советский архитектор, градостроитель, художник и педагог, один из самых плодовитых советских зодчих. Архитектор мирового класса, известный в Советском Союзе и за рубежом как мастер короткой эпохи украинского конструктивизма и активный борец за сохранение исторических памятников. По мнению специалистов, множество новаторских идей автора жилых и общественных зданий 1930-х годов до сих пор свежи и актуальны, а замыслы архитектора значительно опередили своё время. Иосиф Каракис — автор десятков зданий, ставших впоследствии памятниками архитектуры и ряда типовых проектов, реализованных во множестве городов СССР. В целом по его проектам построено более 4500 школьных зданий (строительство продолжается и поныне).

## Биография

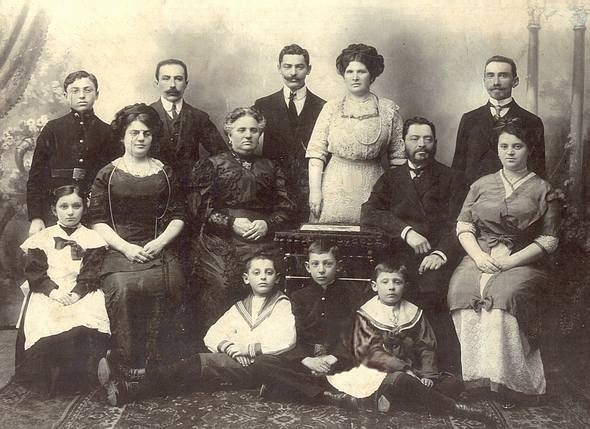
Семья Каракис в 1911 году, г. Балта. В первом ряду в центре сидят Иосиф Каракис, справа от него — младший брат Давид, слева — его дядя, тоже Иосиф (впоследствии был убит во время погрома). Во втором ряду в центре сидят бабушка и дедушка. В третьем ряду в центре стоят отец Юлий Борисович и мать Фрида Яковлевна. В третьем ряду справа стоит муж тёти — Дунаевский (дядя композитора И. Дунаевского)

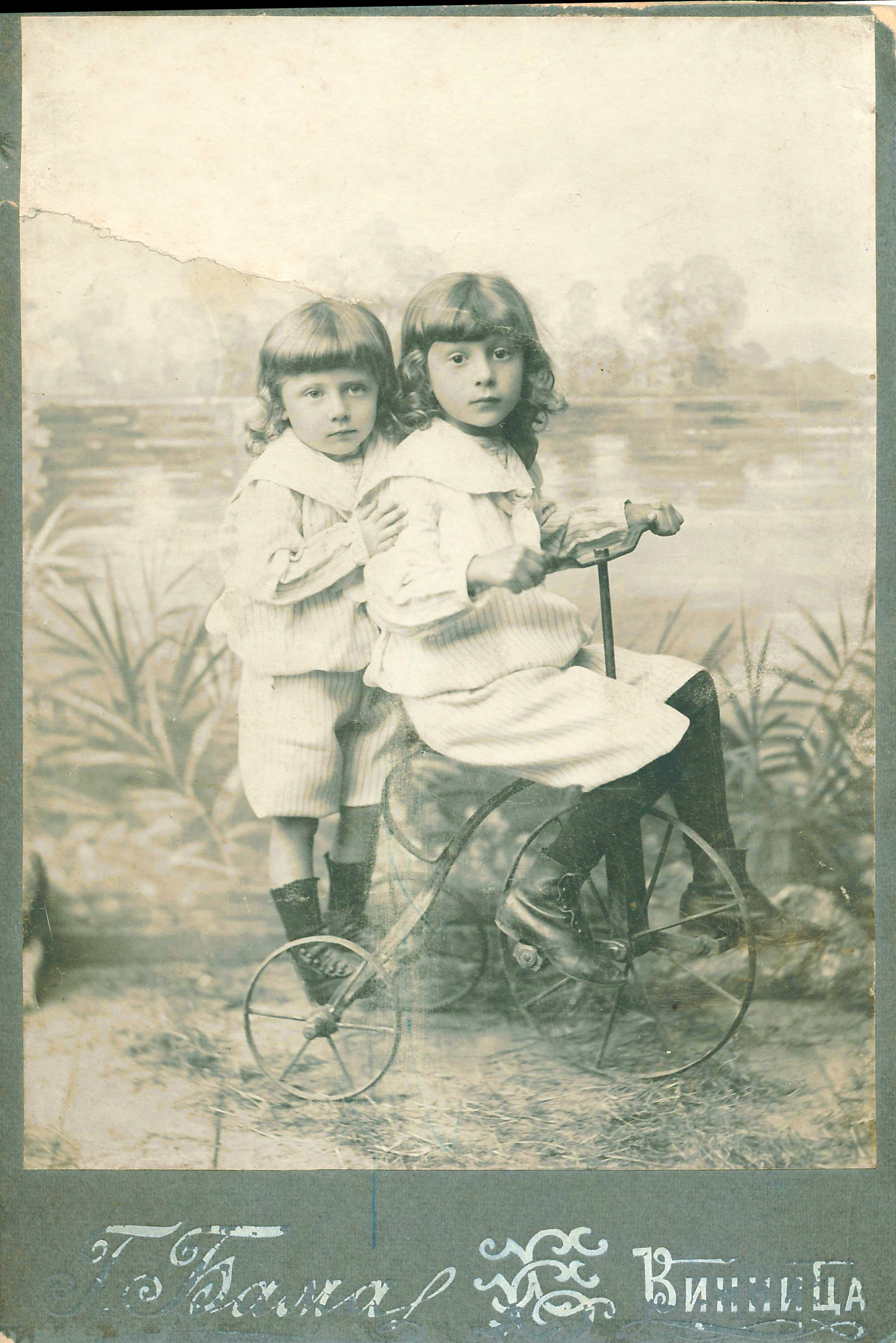
Иосиф Каракис (справа) с братом Давидом.
1908 год, город Балта

### Рождение, ранние годы
Иосиф Каракис родился 29 мая 1902 года в городе Балта в семье Каракиса Юлия Борисовича (1879—1943), служащего и совладельца сахарного завода в местечке Турбов, и Каракис (урождённой Гейбтман) Фриды Яковлевны (1882—1968). Иосиф был старшим сыном в семье. Его младший брат Давид Юльевич Каракис (1904—1970) выбрал карьеру военного врача, дослужился до полковника, во время Великой Отечественной войны был армейским эпидемиологом (начальником санэпидемотряда).
С 1909 по 1917 год Иосиф Каракис учился в Винницком реальном училище, одновременно посещая вечерние классы рисунка художника А. М. Черкасского. С 1918 года работал художником-декоратором в Винницком театре у Матвея Драка для труппы Гната Юры, Амвросия Бучмы и Марьяна Крушельницкого. В 1919 году добровольцем вступил в ряды Красной Армии. После года пребывания на польском фронте был оставлен при штабе 14-й армии военным агитатором, также служил художником агитпоезда. С 1921 года — художник Винницкого губполитпросвета в комиссии по охране памятников искусства и старины — формировал для городского музея галерею и библиотеку из собрания княгини Браницкой в усадьбе в Немирове.
В 1922 году поступает в Институт народного хозяйства на юридический факультет. Через год поступает в Киевский художественный институт на факультет живописи. Во время учёбы работает театральным художником (в 1925—1926 годах под руководством Николая Бурачека). В то же время, в 1925 году, под влиянием Якова Штейнберга переходит с 3-го курса художественного факультета на первый курс архитектурного факультета.

Доктор архитектуры, заслуженный архитектор Украины и почётный академик архитектуры Юрий Асеев писал:
Учителя Иосифа Каракиса являлись видными зодчими. Академик А. М. Вербицкий, один из основателей высшего архитектурного образования на Украине, говорил: „Профессия архитектора — это стиль жизни, где нет второстепенного, все главное…“ Это стало девизом профессиональной деятельности И. Ю. Каракиса.
В 1926 году, во время учёбы, Иосиф Юльевич работает старшим техником на строительстве Киевского вокзала у своего учителя Вербицкого, затем помощником проектирования, а также реализации Академии Наук и первого жилого дома врача по ул. Большой Житомирской, 17 в Киеве. В 1927 году, тайком от родителей, Иосиф женится на студентке фортепианного отделения консерватории Анне Ефимовне Копман (1904—1993), считавшейся одной из киевских красавиц.

### Начало творческого пути
В 1929 году И. Каракис оканчивает архитектурный факультет, на котором его учителями были:
- Архитектурное проектирование — П. Ф. Алёшин, А. М. Вербицкий и В. Н. Рыков
- История архитектуры — И. В. Моргилевский
- Начертательная геометрия — С. М. Колотов
- Статика сооружений — К. К. Симинский, практика — Ю. Д. Соколов
- Курс «Части зданий» — Н. А. Дамиловский
- Геодезия — П. П. Хаустов
- История искусств — С. А. Гиляров
- Курс «Интерьер жилых и общественных зданий» — В. Г. Кричевский
- Рисунок — В. А. Фельдман
- Формально-техническая дисциплина (ФорТех) — В. Е. Татлин

В том же 1929 году И. Каракис вступает в ОСАУ (укр. Товариство сучасних архітекторів України), возглавляемое Я. А. Штейнбергом. Также в 1929 году (совместно с Г. И. Волошиновым и под руководством П. Ф. Алёшина) участвует в проектировании своего первого здания, ставшего впоследствии памятником архитектуры, — здания «образцовой» школы № 71,  в Полевом переулке, 10, в Киеве. В 1930 году И. Каракис совместно с Е. В. Холостенко и Н. В. Холостенко, М. И. Гречиной, П. Г. Юрченко и В. И. Заболотным создал общество «Октябрь». Через год (1931—1932) автор (совместно с Л. Н. Кисилевичем) проектирует жилой дом для профессорско-преподавательского состава лесотехнического института в Голосеево, который строится в 1932—1933 годах. В январе 1931 года И. Каракис призван в армию в техническую часть УНР-13 на должность инженера-архитектора, а вскоре и в КЕО Украинского Военного округа.
Одновременно с военной службой, в 1931 году, И. Каракиса приглашают в основанный годом ранее Киевский инженерно-строительный институт (КИСИ) ассистентом А. М. Вербицкого, на кафедру проектирования гражданских сооружений. В том же 1931 году автор проектирует своё первое самостоятельное здание, ставшее памятником архитектуры, — Дом Красной Армии и Флота.

#### Центральный Дом офицеров Вооружённых Сил Украины
Центральный Дом офицеров Вооружённых Сил Украины  (изначально назывался Дом Красной Армии и Флота) по улице Грушевского, 30/1. B здании также расположен Центральный музей Вооружённых сил Украины (1931—1933 гг.). Здание было построено на месте невзрачной военной школы прапорщиков-авиаторов коробка которой была реконстструирована и расширена. Новое здание было построено в стиле неоампир, фасад выполнен в стиле классицизма. В Доме офицеров имеется более 150 комнат, большой концертный зал на 1000 персон, а также малый зал, два лекционных зала, библиотека из нескольких комнат и бар-ресторан.
В 1931 году за проект здания архитектор Иосиф Каракис был награждён кожаным пальто. В послужном списке Каракиса появилась следующая запись:

 Премирован кожаным пальто за активное участие в проектировании и строительстве нового Дома Красной Армии и Флота (ныне — Дом Офицеров), — приказ командующего УВО И. Э. Якира от 25.10.1931 г.
|                                            |                               |
| Дом Красной Армии и Флота (фото 1934 года) | Дом Офицеров (фото 2011 года) |

#### Всесоюзный конкурс проектов реконструкции Курского вокзала в Москве
В марте 1932 года И. Ю. Каракис (в соавторстве с П. Г. Юрченко и С. Татаренко) получает третью премию на Всесоюзном конкурсе за проект реконструкции Курского вокзала в Москве (построенного в 1896 году). Первая премия не досталась никому, вторую получил И. Явейн, автор более чем 100 вокзалов на территории СССР. В состав жюри конкурса входили: Г. М. Людвиг, Г. Б. Бархин, М. Я. Гинзбург, Л. В. Руднев и др. Однако в итоге здание вокзала было реконструировано Г. И. Волошиновым в 1938 году.

### Довоенный период (1933—1941)
В 1930-х годах Каракис работал в мастерских Горсовета и Военпроекта и был одним из самых востребованных архитекторов Киева. Вице-президент Национального союза архитекторов Украины, народный архитектор Украины Юрий Худяков описал данный период творчества архитектора следующим образом: 

Жилые дома Каракиса, построенные в 1930-е годы, интересны во многих отношениях, и прежде всего учётом масштаба Киева, его силуэта, рельефа. Это высокопрофессиональные работы. Но кроме того, в них заложены новаторские планировочные решения: входы в квартиры с разных уровней, очень широкий корпус, совершенно необычные планировки, которые актуальны даже сегодня. Это были открытия: ничего подобного до того не было, ведь киевские «доходные дома» имели совершенно другую структуру и планировку. Здания Каракиса можно и нужно изучать с точки зрения плана, пластики, силуэта, материала. В пределах возможностей того времени архитектор смог максимально реализовать свой талант.
С 1933 года из внештатного сотрудника КИСИ он был зачислен в штат, где скоро был признан одним из лучших преподавателей. Попасть на лекции к Иосифу Каракису считалось большой удачей. В том же году Каракис получает степень доцента.

#### Ресторан «Динамо»
В 1932—1934 годах по проекту Каракиса при участии П. Ф. Савича строится ресторан «Динамо»  на Петровской аллее возле стадиона Динамо (ныне стадион Лобановского) в Киевe. В  1934 году ресторан был отнесён к зданиям, которые «несомненно отходят от архитектурного штампа и имеют художественную ценность».
Во время строительства здания было принято решение изменить конструкцию перекрытий — Каракис категорически возражал, но его протесты не были услышаны. Учитель И. Каракиса, архитектор В. Н. Рыков, посоветовал Иосифу Юльевичу составить соответствующую докладную записку о грубом нарушении строительных норм. Каракис последовал его совету. Через пару лет после начала эксплуатации здания, вскоре после окончания банкета, на котором присутствовало высокое военное начальство, с потолка осыпалась штукатурка. В ту же ночь Каракиса арестовали, но через неделю отпустили, благодаря своевременной докладной записке и хлопотам командующего Киевским военным округом И. Э. Якира, который доказал, что в происшествии не было вины архитектора.
Пятиэтажное, по-европейски экстравагантное здание ресторана построено в стиле конструктивизма. Это было клубное заведение, каждый этаж которого отличался от предыдущего. Здание в предпоследнем номере журнала Архитектура СССР было описано так:

Сегодня мы называем это здание одним из лучших образцов киевской архитектуры. Это сооружение интересно ещё и тем, что в нём впервые в полной мере проявляется пристрастие архитектора к проблемам колористики и синтеза искусств — новаторские приёмы для того времени, характеризующегося в целом серой аскетичностью провинциальных перепевов позднего конструктивизма.

#### Градостроительство района Соцгород в Кривом Роге
В то же время, с 1933 по 1936 год, Иосифом Каракисом (совместно с П. Г. Юрченко) проектируется и строится район в городе Кривой Рог — Соцгород.
В 1933—1934 годах И. Каракис совместно с П. Г. Юрченко осуществляет реконструкцию серии жилых домов в Кривом Роге (построенных по проекту архитектора В. К. Троценко годом ранее (1930—1932)).
Затем строятся новые жилые дома, клубное здание, детские учреждения и другие постройки. Также проектируется и пристраивается ряд торговых учреждений для металлургического завода «Криворожсталь».

#### Всеукраинский Дом Красной Армии им. Ворошилова
К 1930-м годам Иосиф Каракис уже имел хороший опыт строительства сооружений, предназначенных для нужд Красной Армии, и успел зарекомендовать себя отличным специалистом. В послужном списке (31 мая 1932 года) написано:

Отмечаю особенные заслуги т. И. Каракиса в деле проектирования культурно-бытовых зданий и сооружений Красной Армии… Персонал военных строек должен в своей повседневной деятельности брать пример со специалиста т. Каракиса. Выражаю уверенность, что в научной работе он будет образцом по воспитанию кадров молодых специалистов.
В 1932—1934 годах архитекторами И. Ю. Каракисом, А. А. Тацием, М. Ф. Покорным, А. М. Касьяновым и художником В. Г. Меллером проводятся реконструкция и расширение присутственного места на ул. Университетской (напротив Университетского переулка, на перекрёстке Пролетарской площади и спуска Халтурина). До реконструкции в здании располагались различные организации, в том числе Харьковский губком КП(б)У, губисполком, губернский комитет комсомольцев. После реконструкции и расширения здание стало Харьковским окружным домом Красной Армии им. К. Е. Ворошилова (ХОДКА). Здание также называлось «Всеукраинский Дом Красной Армии им. Ворошилова». В нём находился зрительный зал на 1200 мест. Здание простояло 9 лет и было разрушено во время войны в 1943 году.

#### Гарнизонный дом Офицеров

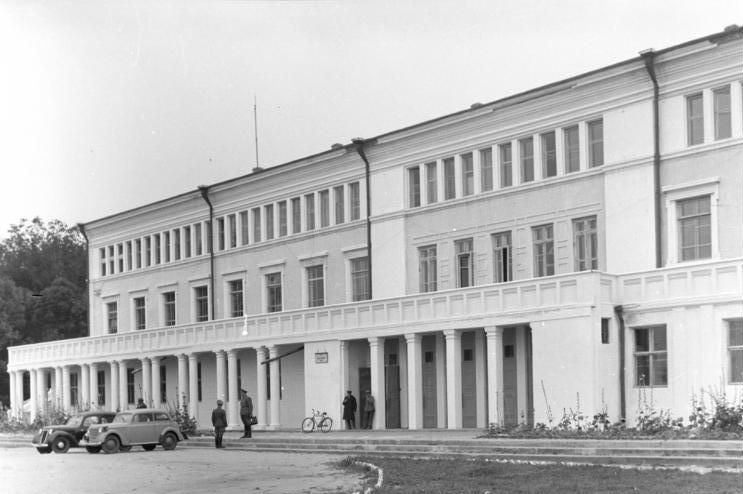
Дом офицеров — Новоград-Волынский, во время оккупации

В 1936 году архитектором Иосифом Каракисом проектируется и строится Дом Красной Армии (ныне Гарнизонный дом Офицеров) в посёлке городского типа Озерное, находящемся в 10 км южнее Житомира. В 1930-е годы населённый пункт Озерное назывался Скоморохи, по названию расположенного рядом села Скоморохи, Житомирского района, Житомирской области. В те же годы возле посёлка Скоморохи были построены взлётно-посадочная полоса и аэродром «Скоморохи». С 1933 года по административному разделению несколько зданий военного гарнизона вошли в состав посёлка Скоморохи. В настоящие дни в Доме офицеров также открыт Музей боевой славы.
Этот проект также был реализован в пгт Гуйва (здание не сохранилось) и в г. Новоград-Волынский (здание сохранилось).

#### Жилой квартал по ул. Январского Восстания № 3 и 5
В 1933—1936 годах Каракис проектирует два жилых квартала на улице Январского Восстания № 3 и № 5 в Киевe (ныне ул. Мазепы), которые строятся в 1934—1940 годах. Ныне здание является памятником архитектуры (№ 456-Кв, № 456/1, № 456/263) и охраняется законом. Каракис отстаивал идею ансамблевой застройки местности с учётом особенностей рельефа и среды, а не создания случайных, не подходящих друг к другу или к избранной местности зданий. Вот как описал свой замысел автор: 
Со стороны Днепра дома нового жилого комплекса воспринимаются в виде живописного силуэта на фоне зелени и воды. Силуэт со стороны Днепра не имеет самодовлеющего характера и вписывается в пейзаж как его составная часть.И. Каракис
Архитектурной доминантой квартала является 10-этажный жилой дом в стиле конструктивизма на ул. Мазепы № 3 (Январского Восстания). «Одна из лучших новостроек столицы… Киевский небоскрёб», — сообщала в те годы одна из киевских газет.
В книге «Советская архитектура за 50 лет» новостройки Украины 1930-х годов иллюстрировал именно этот объект.
Юрий Асеев (доктор архитектуры, профессор, заслуженный архитектор Украины) отметил в 1989 году: 

В большом жилом доме, выходящем фасадом на площадь Героев Арсенала и улицу Январского восстания, архитектор И. Каракис создал выразительную композицию высотных и горизонтальных объёмов, гармонирующую с застройкой Печерска и силуэтом киевских гор. Пластика фасадов с эркерами, лоджиями и галереями по верху здания подчеркнута ритмом невысоких колонок, насыщена игрой света и тени и вместе с двухцветной окраской штукатурки придает зданию нарядный современный вид. Во всей архитектуре здания виден яркий, индивидуальный почерк автора.
Игорь Шпара (президент Национального союза архитекторов Украины, академик) так отозвался об этом здании:

Каракис много построил на Украине. Его творчество наложило серьёзный отпечаток на облик Киева. В частности, целый ряд его жилых домов, построенных на Печерске, имеют ярко выраженную индивидуальность с характерными изысками в области монументального искусства, которые он активно использовал. Большой жилой комплекс на ул. Январского восстания, с известным криволинейным домом вдоль склонов Днепра, участвует в формировании не только образа улицы, но и силуэта Киева.
Вначале это здание составляло единый комплекс с детским садом «Динамо». С тыльной стороны были запроектированы два симметричных корпуса, органично привязанные к днепровскому ландшафту. Также планировалось 30-метровое озеленение со стороны реки.
В полном объёме комплекс, запроектированный Каракисом, реализован не был. Из двух полукруглых корпусов построили только один, который, вместо задуманного озеленения, в дальнейшем был закрыт другими постройками, и зрительная связь между домом и детским садом была утрачена.
Впоследствии здание подверглось значительным перестройкам. По словам Игоря Шпары, президента Союза архитекторов: «Серьёзные „новации“ были сделаны в комплексе по ул. Январского Восстания. Лоджии на верхних этажах (любимый приём Каракиса) были застроены, и произошла потеря интересного завершения (пропала игра света и тени в лоджиях). Изуверство там ещё продолжается: без учёта особенностей всего решения комплекса к зданиям планируется пристроить ещё один дом».
21 ноября 2012 года часть здания была повреждена сильным пожаром
|                                                                                             |                                                                                 |
| Фрагмент жилого дома — центральная и правая часть (Строительство 1936 года, фото 2011 года) | Фрагмент жилого дома — окна и балконы (Строительство 1936 года, фото 2011 года) |

В то же время автором осуществляется ряд построек:
- С 1934 до 1935 года строятся два кинотеатра на 1000 зрителей в городах Харьков, Кривой Рог и Винница. Проект был отмечен 1-й премией за типовой проект на Всесоюзном конкурсе[35].
- Возводится жилой дом на ул. Университетская, № 16—20 в Киеве (совместно с арх. Григорьевым) (1934)[46];
- Проводится реконструкция клуба в Авиагородке на Чоколовке в Киевe (1933—1934);
- И. Ю. Каракис создаёт проект Правительственной площади в Киевe (1935—1936). Эта работа была единственной (из 4 конкурсных, предусматривающих реконструкцию площади), в которой Михайловский Златоверхий собор сохранялся[10][47][48][49]. Однако этому проекту не суждено было осуществиться. Был рекомендован и принят к осуществлению проект другого известного архитектора И. Г. Лангбарда[50].

В 1935 году И. Ю. Каракиса назначают заместителем руководителя архитектурно-планировочной мастерской № 1 Киевского горисполкома П. Ф. Алешина.

#### Жилые комплексы по ул. Институтская № 15-17 и 19-21
В 1935—1936 годах проектируется и в 1936—1937 годах строится светло-голубой жилой дом УВО (Украинского военного округа) ( с 16 мая 1994 года) по ул. 25 Октября (ныне ул. Институтская) № 15-17. Изначально в доме жили семьи командного состава Красной армии, а в вестибюле дежурил постовой.
Отлично зная архитектуру киевских домов, Иосиф Каракис впервые в довоенном жилищном строительстве использует внутреннюю лестницу с верхним светом, традиционную для Киева в прошлом. Чтобы доказать правомерность такого решения, автор решил замерить освещение лестничной клетки в здании. Когда архитектор вошёл с громоздким люксметром и увидел охранника-красноармейца с винтовкой, запросто читавшего у лестницы письмо из дома, то понял, что необходимость каких-либо замеров отпала — света было достаточно.
Перед самой войной (1938—1941) по проекту Каракиса возводится ещё один жилой квартал на ул. Институтской, предназначенный для Госплана, расположенный по ул. 25 Октября (ныне ул. Институтская), № 19—21.
Эти здания, не пострадавшие в годы войны, пострадали уже после неё. В 2002—2004 к первому из двух зданий надстроили 2 этажа. По словам президента Национального Союза архитекторов Украины Игоря Шпары, надстройка «исказила архитектуру этого прекрасного жилого дома с его известными фризами с конницей».
В настоящее время в доме по ул. Институтская, 15-17 находится самая дорогая квартира в Киеве, которая расположена на последних двух этажах здания.
Этот дом несколько раз (например, на 60-й минуте) появляется в фильме «Истребители» (с Марком Бернесом в главной роли, 1939 года выпуска, лидер проката 1940 года).
|                                                        |                                                                              |                                       |                     |                     |
| Жилой комплекс (Фото раскрашено автором ок. 1938 года) | Жилой комплекс после надстройки - пропорции здания нарушены (Фото 2011 года) | Жилой комплекс — реализованный проект | Барельеф над окнами | Барельеф над окнами |

#### Жилой дом для высшего командного состава
В 1936 году (в соавторстве с А. В. Добровольским) проектируется и строится жилой дом для высшего командного состава по ул. Золотоворотской, 2 в Киеве.
Здание было очень сильно искажено после изначальной постройки (изменён верх здания, надстроен один этаж, застеклены ниши, изменены цветовая гамма и торцовые фрагменты и т. д.).
|                                                                           |                                                                      |                                                                      |
| Фрагмент дома после искажений (достройки, удаления ниш и изменения цвета) | Фрагмент после искажений (достройки, удаления ниш и изменения цвета) | Фрагмент после искажений (достройки, удаления ниш и изменения цвета) |

#### Жилой дом командного состава Киевского военного округа
В 1936—1937 годах И. Ю. Каракис (в соавторстве с М. Я. Ручко и В. И. Сазанским) проектирует и строит жилой дом Киевского военного округа в Георгиевском переулке, 2. Во время войны дом сильно пострадал, и в 1951—1952 годах его отреставрировали. На седьмом этаже здания архитектор расположил элегантную башенку со шпилем, увенчанным пятиконечной звездой. Башенка гармонично сочеталась с куполами Софиевского собора.
По периметру одного из ярусов башенки были расположены вписанные в тонго барельефы работы И. П. Кавалеридзе, стену украшали изящные необарочные оконные наличники с геральдическими знаками.
Однако дому с башенкой суждено было простоять очень не долгий срок. В город приехала польская делегация, и Вацлав Гомулка, прогуливавшийся возле Софийского собора, спросил у Хрущёва — «почему в Киеве осталось столько церквей?»… На следующей неделе башню разобрали. Дом (без башенки) стоит и по сей день.
Здание шестиэтажное, построенное с элементами барокко, состоит из пяти секций. Первая, восьмиэтажная (ставшая семиэтажной после съёма башни) часть дома, шириной в четыре окна, возвышается над самим зданием. Вторая, пятиэтажная, широкая часть, длиной в восемь окон. Третья секция здания, центральная, семиоконная, завершена фронтоном. Четвёртая секция — соразмерна второй, пятая — первой, но уже без башни. Башенка в первой секции торцом выходила на Владимирскую улицу. Вот как описывают дом в архитектурной литературе:

Проектируя современный жилой дом с немалым объёмом площадей, зодчий сумел виртуозно решить сложный городской узел: перспектива ул. Золотоворотской, площадка уничтоженной именем «воинствующих безбожников» Георгиевской церкви и соседство с барочным Софиевском собором. Задача решена с честью, всем вызовам дан ответ. В перспективе Золотоворотской — византийский фронтон. На месте церкви — сквер. В рефрен с Софией — прозрачная барочная башенка, которая в знак непреходящей ценности и красоты Софии — безусловно! — должна быть восстановлена, невзирая на финансовые издержки.
Лариса Павловна Скорик, профессор, руководитель творческой мастерской Академии изобразительного искусства и архитектуры, член-корреспондент Академии искусств Украины, заместитель председателя Украинского общества охраны памятников истории и культуры, народный депутат 1-го созыва (1990—1994), защищала это здание от сноса:

Вообще, наблюдаемое в Киеве бесконечное псевдосоздание храмов уже носит параноидальный характер. Вы знаете, что столичные власти даже собирались снести дом архитектора Каракиса (замечательное сооружение, построенное в районе Софийской площади в реминисценциях украинского барокко) и соорудить на его месте Георгиевский собор? Зачем же уничтожать чистую и прекрасную архитектурную работу замечательного киевского зодчего?
Такой же точки зрения придерживался В. И. Ежов, главный архитектор Киева (1981—1987): 

Стоит ли ломать Историю ради истории, а вместе с ней дом работы Каракиса? Вряд ли стоит применять насильственные приёмы воссоздания «старого», не выяснив ценности архитектуры сегодняшнего дня.
| Жилой дом командного состава Киевского военного округа          |                                                                         |
|                                                                 |                                                                         |
| До снятия башенки (здание расположено в левой части фотографии) | Здание после деформации (башенка была на левой стороне, фото 2011 года) |

В том же Георгиевском переулке Иосиф Каракис проектирует здание Академии архитектуры УССР (1936—1937) в разрушенном во время войны здании. Однако в конце 1940-х годов Киевский военный округ стал отвоёвывать принадлежавший ему до войны дом, и коробка здания была снова перепроектирована под жилье.

#### Музыкальная школа и Концертный зал консерватории
На месте нынешнего дома № 6 по Прорезной улице до Великой Отечественной войны пролегал Музыкальный переулок. Здесь (ныне — внутри квартала) в 1936—1937 годах архитектором проектируются и строятся музыкальная школа и концертный зал консерватории. Обширное помещение для музыкальной школы с концертным залом располагается перпендикулярно к старому корпусу. 24 сентября 1941 года при взрыве Крещатика от консерватории остались только остов и наружные стены нового здания.

#### Национальный музей истории Украины
С марта 1937 по 1938 год Иосиф Каракис был главным архитектором треста «Укргражданпроект». В 1937—1939 годах арх. Каракис проектирует и совместно с 1-й архитектурной мастерской Горсоветa строит первую в Украинской республике художественную школу — Киевская художественная средняя школа им. Т. Г. Шевченко — КХСШ (с 1968 года — Республиканская художественная средняя школа — РХСШ). Это здание принадлежит сейчас Национальному музею истории Украины и является памятником архитектуры (ул. Владимирская, 2, на Старокиевской горе).
Позднее, в 1950 годах, Каракис запроектировал и построил подпорную стену с лестницей и фонарями, ведущую к зданию школы.
Здание проектировалось для строительства на ул. Ленина, о чём свидетельствует запись, сделанная автором в 1980 году: "В начале тридцатых годов Киевским горисполкомом мне, как архитектору мастерской Горсовета, было поручено проектировать художественную школу на участке, где сейчас строится здание "Киевпроекта" на улице Ленина, несколько левее. Проект был сделан и утверждён всеми инстанциями". О планировании расположения строительства на улице Ленина было написано в газете «Большевик» в феврале 1936 года: «В центрі м. Києва на вул. Леніна обрано місце для будівництва школи, що виховуватиме художньо обдарованих дітей» («В центре г. Киева на ул. Ленина выбрано место для строительства школы, чтобы воспитывать художественно одарённых детей»).
Перед началом строительства, без согласия Главного архитектурно-проектного управления г. Киева и без согласования с автором проекта, место расположения школы решили изменить. Решение было принято в связи с указом секретаря ЦК КП(б)У С. В. Косиора разместить здание будущей школы на месте Десятинной церкви, которая, как и множество других памятников культуры и искусства, была уничтожена советской властью в 1928 году, а в 1936 году окончательно разобрана на кирпичи. В указе Косиора не была указана причина изменения места строительства. Возможно, это совпадение, однако в одном из домов, предназначенных под снос в связи со строительством школы на ул. Ленина, жил родной брат тогдашнего председателя Совнаркома Украины В. А. Балицкого.
Иосиф Каракис всегда избегал строительства на территориях заповедных мест, хотя в советские времена это было исключительно трудно. Как только он узнал о новом месторасположении школы, «он начал категорически возражать против перемены места, ссылаясь на его заповедную территорию». Была созвана высокопоставленная комиссия обсуждения строительства. В момент, когда Иосиф Юльевич отказался строить на месте храма, секретарь ЦК Украины П. П. Постышев наступил ему на ногу, прошептав: «Не сделаете вы, на этом месте поставит ту же школу кто-то другой».
Когда стало ясно, что избежать строительства на Старокиевской горе невозможно, Каракис проконсультировался с историками и предложил разместить здание школы в самом конце Десятинного переулка (о чём свидетельствует сохранившийся оригинальный генеральный план застройки с месторасположениями зданий и с последующими авторскими комментариями). Этот план также не был осуществлён в связи с большими затратами на строительство фундамента на крутом склоне горы. В конце концов «Каракису удалось отвоевать древние фундаменты, но школу на Старокиевской горе все-таки построили».
Искусствоведы современного путеводителя по Киеву так описывают здание:

Главный фасад решен в классических формах и раскрыт к площадке перед музеем, а тыл здания, просматривающийся в панораме Старокиевской горы, напоминает византийские монументальные сооружения.

К совершенным жемчужинам следует отнести Исторический музей… Точная посадка над Андреевский спуском не случайна. Его абрис делает из древнего холма настоящую Гору. Здание учтиво раскрыто в сторону площадки разрушенной Десятинной церкви. Членения, ритм, детализация и самый рисунок византийских капителей делает здание нерасторжимым со священным местом.
Помимо перемены места строительства проект подвергся и другим изменениям. Первоначально проект здания школы включал 14 скульптур: четыре скульптуры — на крыше со стороны фасада; с тыльной стороны здания — восемь скульптур над колоннадой, и две — по обеим сторонам крыши. В поле фронтона над центральным входом предполагался горельеф с античными фигурами. Впоследствии от фигур отказались, а горельеф в тимпане был заменен гербом Советского Союза (который позже тоже был демонтирован).
|                                    |                                    |                               |                               |
| Национальный музей истории Украины | Национальный музей истории Украины | Фрагмент фронтона и колоннады | Фрагмент фронтона и колоннады |

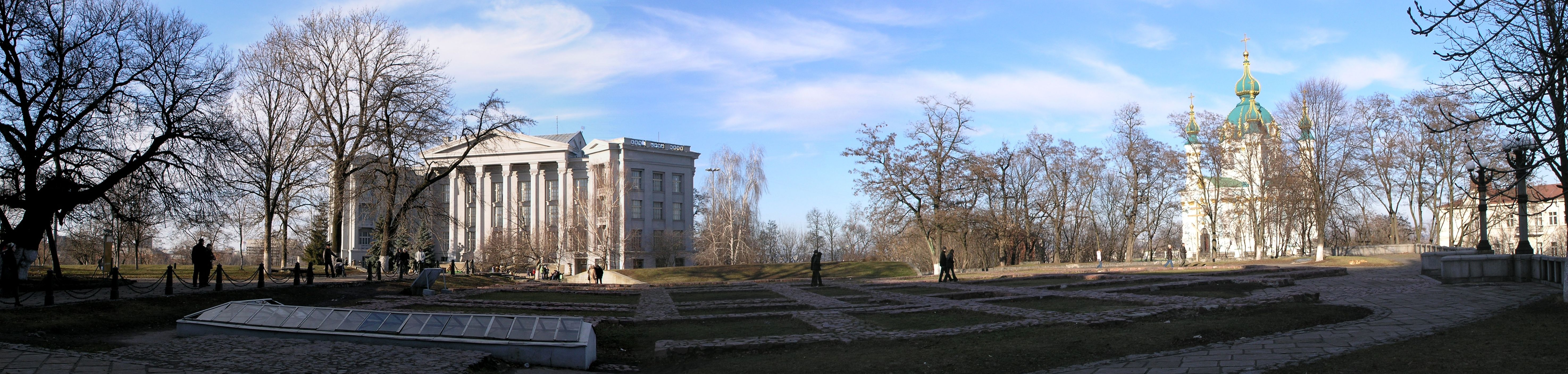
Киев, Старокиевская гора (панорама)

#### Детский сад № 1 «Орлёнок» завода «Арсенал»
В то же время (1937—1939) строится ещё одно здание, попавшее в «шкатулку» памятников архитектуры, — Детский сад завода «Арсенал»  на ул. И. Мазепы (Январского Восстания).
Здание открылось для своих посетителей 17 апреля 1940 года и стало первым детсадом города. Детский сад рассчитан на 140 детей, и каждому ребёнку отведена большая, чем обычно, площадь. Актовый зал (140 м²) имеет высоту 6,5 м — над ним расположен спортзал, перекрытый кессонированным сводом. По периметру здания проходят две парадные лестницы. Лестницы расположены на разных уровнях, что позволило Каракису увеличить высоту залов. В каждой детской группе — спальня и игровая комната, соединённые с верандой. Архитектор запланировал всё, включая авторскую мебель. Детский сад построен в стиле неоклассицизма, имеет три этажа, окрашен в нежно-голубой цвет, который придает особенную лёгкость всему строению. Как отметил Я. А. Штейнберг, «излишняя, может быть, классичность фасадов искупается мастерством выполнения и пониманием темы. Четырёхколонный портик лёгок, ажурен и хорошо запоминается». Гармоничность и сдержанность проекта получили ровные, но позитивные оценки критиков как сразу после постройки, так и в последующие годы.
В дальнейшем Детский сад более пяти раз был представлен на ВДНХ СССР, о нём многократно писали: «Правда», «Известия», журнал «Огонёк», «Радянська жінка», «Радянська освіта», «Прапор коммунізму», «Дошкільна освіта», журнал «Советский Союз» и многие другие издания. Детский сад многократно посещали президенты разных стран. В 1967 году вышел документальный фильм о Детском саде.

#### Еврейский театр

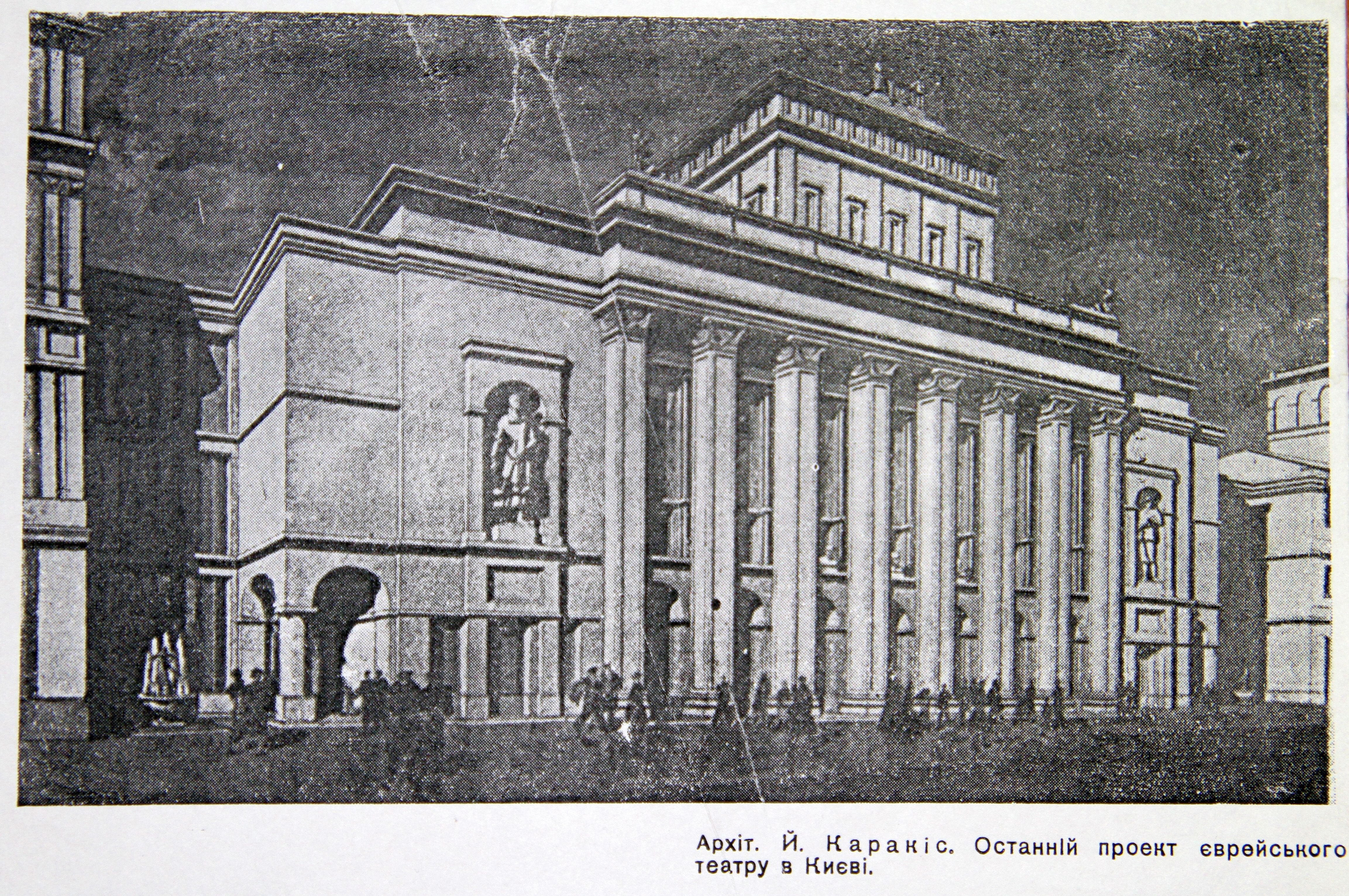
Еврейский театр, второй построенный проект

В 1939 году проектируется и строится Еврейский театр на ул. Крещатик, № 27—29 в Киеве. Проект Еврейского театра Иосифа Каракиса по существу включал четыре различных проекта одного и того же театра. Два из них были реализованы. Главный фасад первого реализованного проекта, осуществлённого в 1932 году, был создан в стиле конструктивизма, стены оживлялась горельефной композицией и крупными буквами надписи на идиш: «Еврейский государственный театр». Вместимость зала составляла 1050 мест.
В 1934 году, когда Киев стал столицей Украины и пришли новые власти, строительство было прекращено, конструктивизм как стиль вышел из моды и подвергся осуждению. В 1935 году архитектору пришлось создавать новый проект в совершенно другом, противоположном первому, стиле. На сей раз здание стало подчёркнуто пышным: эффектный портик, капители с советской символикой, в нишах — скульптуры еврея и еврейки в национальной одежде, на венчающей башне-бельведере — две статуи, держащие щит с советским гербом. Размер зала увеличился на 110 мест. По мнению А. Пучкова:

Здание Еврейского театра могло стать подлинным украшением Крещатика: решенный в добротных формах характерного для творчества Каракиса 30-х годов позднего конструктивизма, этот объект несёт черты репрезентативности и монументальности, свойственный творчеству Мастера пространственный размах.
Через год началась война, и здание театра сгорело при пожаре Крещатика.

#### Всеукраинский театр Красной Армии
В 1938 году И. Ю. Каракисом осуществляется реконструкция Всеукраинского театра Красной Армии (Театр Киевского Особого военного округа), основанного в 1931 году, по ул. Меринговской (М. Заньковецкой) в Киеве.
Затем, в 1939—1940 годах, И. Каракисом проектируются и строятся жилой дом на ул. Стрелецкой, 12 г, и жилой дом на ул. Стрелецкой, 14-16 — сегодня это здание принадлежит посольству Финляндии на Украине. Также в 1939 году проектируется и строится жилой дом экспериментального завода на ул. Немецкой. Через год, в 1940 году, строится ещё один дом экспериментального завода по ул. Лабораторной.

Жилой дом на ул. Стрелецкой, 14-16 (2011 г.)
(Ныне здание посольства Финляндии на Украине)

С сентября 1940 по июль 1941 года Иосиф Юльевич — главный архитектор Проектного Бюро Наркомпроса УССР.

#### Жилые дома галерейного типа
В 1939—1941 годах (и однажды — в 1949 году) архитектором Каракисом разрабатываются и строятся жилые дома галерейного типа. Первый такой дом на 50 квартир был сооружён по ул. Вышгородской (там, где Сокальская улица переходит в улицу Попова) в Киеве. Дом был предназначен для работников Киевской обувной фабрики № 4. До войны этот дом был построен в «черновом» варианте, позже реконструирован и декорирован Иосифом Каракисом. В доме была внедрена абсолютно нетипичная для Киева галерейная система, характерная для южных регионов. Лестничные клетки размещены по обеим сторонам корпуса, проход в квартиры — через открытую галерею. Такая планировка экономила около 15 % средств при сооружении здания. Дом состоит из одно- и двухкомнатных квартир.
Галерейные дома были востребованы в СССР и после войны. К примеру, они вошли в генеральный план 1956 года в Днепропетровске, где по типовому проекту (№ 101—1) дома галерейного типа, разработанного в Гипрограде (авторы — архитекторы И. Каракис, В. Куцевич и инженер-конструктор Г. Тер-Арутюнянц), было решено построить новые кварталы. Первый такой дом построен в квартале № 44 на проспекте Кирова.
Также в 1959—1961 годах был сооружён жилой дом картонажной фабрики на Некрасовской улице. Об архитектуре этого здания рассказано в одном из киевских журналов: 

Такая же галерейная система, как и в довоенной постройке, только вместо «конструктивистского ампира» — переходный вариант между помпезной сталинской и функциональной хрущевской архитектурой. Лестничная клетка размещена по центру здания. На внешней стороне дома балконы расположены в шахматном порядке, что также нетипично для Киева. Содержит 1-, 2- и 3-комнатные квартиры стандартной площади.
Одним из последних похожих проектов архитектора был экспериментальный галерейный дом гостиничного типа для работников мебельной фабрики, построенный в 1983 году и расположенный на улице Ушинского, 30а на Чоколовке. Девятиэтажное здание с однокомнатными квартирами имеет «теплую» остекленную галерею, на которую выходят окна кухонь.
В 1940 году архитектор Каракис проектирует и строит механосборочный цех экспериментального завода в Киеве.
В том же 1940 году строит школу в Ворошиловграде. Также в этом году Каракис создал четыре проекта:
Музей Революции в Ворошиловграде
Дворец культуры им. Сталина (в соавторстве с Л. И. Юровским) в Краматорске — принят к строительству (однако данных о реализации проекта не найдено)
Дом Кооперации в Харькове (в соавторстве с В. И. Заболотным и П. Г. Юрченко)
Речной вокзал в Киеве (в соавторстве с Н. B. Холостенко) — проект премирован.

#### Жилой дом на Крещатике, 29

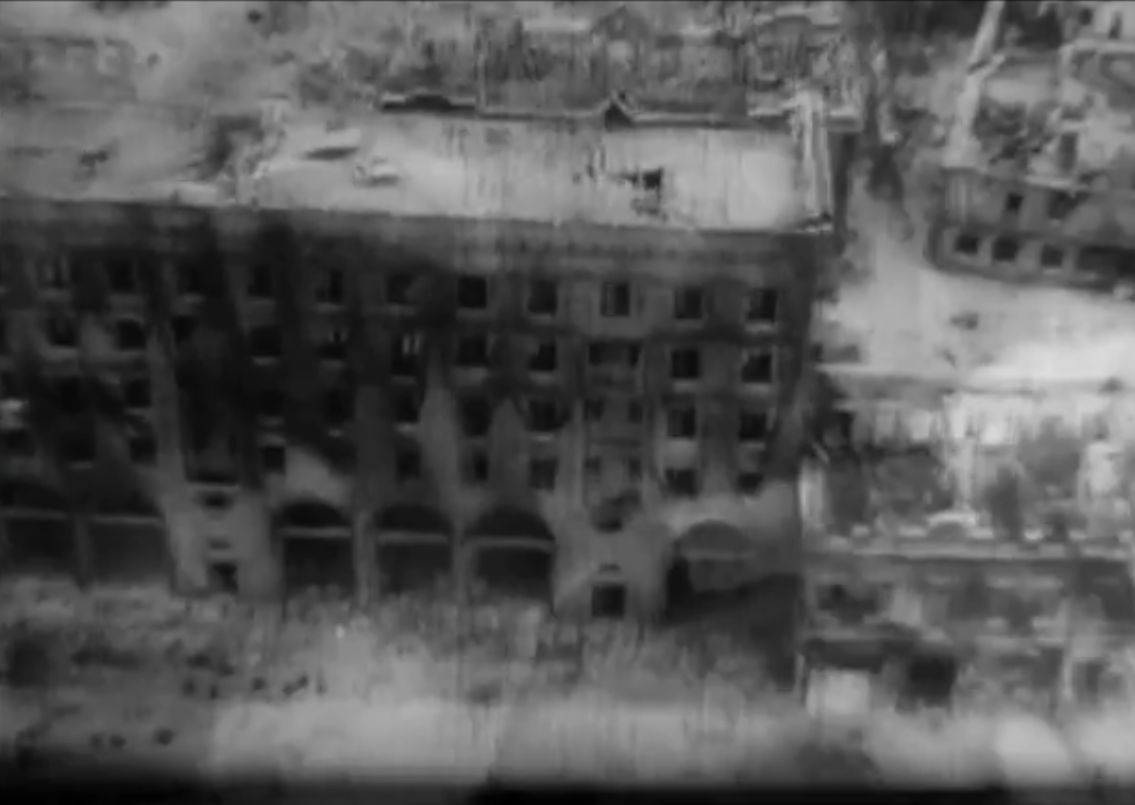
Дом на Крещатике, 29 (по старой нумерации) в ноябре 1943 года

В 1941 году Иосиф Каракис строит жилой дом в самом центре Киева по адресу Крещатик, 29 (согласно старой нумерации). Строительство по проекту Каракиса проводится организацией «Метрострой». Дом имел шесть этажей, жилыми были верхние четыре этажа с 42 квартирами, со всеми удобствами, и лифтами, а на первых двух ярусах располагались торговые и общественные помещения. В то время была проведена так называемая «красная линия» Крещатика (так как улицу было решено расширить и передвинуть лицевые дома под номерами 23, 25 и 27). Это здание «красная линия» не затрагивала.
В конце сентября 1941 года, после захвата города немецко-фашистскими войсками, здание было взорвано с помощью радиоуправляемых мин, заложенных сапёрами 37-й армии под командованием начальника инженерного управления, полковника Александра Ивановича Голдовича.

### Вторая мировая (1941—1945)
В 1941 году Иосиф Юльевич Каракис становится доцентом кафедры Архитектурного проектирования в КИСИ.

#### Ташкентский Абразивный завод
В августе 1941 года Иосиф Каракис направлен в Ростов где он занимался строительством заводов тяжёлого машиностроения в Ростанкопроекте. С архитектором едут его жена и дочь, а также родители (институт отца был эвакуирован из Киева). Затем архитектор направляется в Среднюю Азию, где вскоре становится одним из ведущих архитекторов Узбекистана. В 1942 году в Ташкенте по проекту Каракиса строится Ташкентский абразивный завод и ряд других построек.

#### Фархадская ГЭС

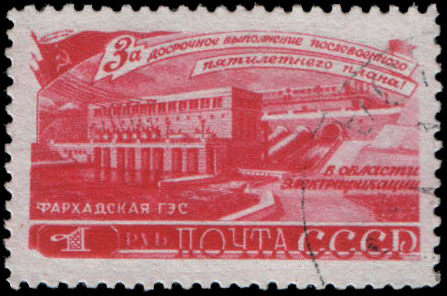
Почтовая марка Фархадская ГЭС
(Узбекская ССР) — 1 руб.

С февраля 1942 по 1944 год Иосиф Каракис становится главным архитектором и руководителем архитектурно-строительного бюро Фархадской ГЭС (Беговат, Узбекской ССР). Здесь по проекту Каракиса была возведена Фархадская ГЭС, которая включала: плотину, машинный зал, деривационный канал (2 км), акведук Фархадской ГЭС (1942—1944). Также в Беговате в срочном порядке Каракис разрабатывает проекты жилых городков для эксплуатационников, строителей, а также для переселённых народов и, в частности, для крымских татар. Однажды Иосифу Юльевичу пришлось принять участие в сооружении целой серии саманных домиков за одну ночь. Кроме того, архитектор строит индивидуальный жилой дом для инженерно-технического персонала Фархадской ГЭС (1943) и жилые посёлки Фархадской ГЭС на 1000 и 500 человек (1943—1944).
Должность была очень ответственной, строительство широко освещалось в центральной печати и по темпам сравнивалось разве что с ударными стройками первых пятилеток. Ровно через год после начала строительства, в феврале 1943 года И. П. Каминский (главный инженер и заместитель начальника строительства Фархадской ГЭС «Фархадстрой») написал председателю Комитета по делам архитектуры при Совнаркоме СССР академику архитектуры А. Г. Мордвинову следующее: «Главный архитектор Фархадстроя т. Каракис И. Ю. показал высокую эрудицию в области архитектуры и умение справляться с сложной архитектурной задачей — оформлением монументальных сооружений Фархадской ГЭС, крупнейшей гидроэлектростанции, ряд элементов которой превосходит по своим объёмам осуществлённые до сих пор в СССР и в Европе».

В своеобразный внешний вид и планировку Беговата, в его силуэт прекрасно вписывается Фархадская плотина, преграждающая стремительный бег Сырдарьи, голубая гладь водохранилища и здание электростанции. С плотины открывается панорама индустриального города, основная часть которого расположена на левом берегу Сырдарьи… На застройку Беговата большое влияние оказывают природные условия — сейсмичность, ветры и река Сырдарья, пересекающая город.
20 января 1944 года Президиум Верховного Совета Узбекской ССР "за активное участие в работах по перекрытию реки Сырдарьи и по открытию котлована здания Фархадской гидроэлектростанции" наградил Иосифа Каракиса Почётной грамотой.
В 1943 году архитектор также разрабатывает проекты домов для безлесных районов, освобождённых от оккупации в Ленинграде. За них Каракису была присуждена 1-я премия.

### Послевоенный период (1945—1950)
В 1944 году Иосиф Каракис участвует в 1-м туре конкурса послевоенного восстановления Крещатика в Киеве — в группе с архитекторами Я. Штейнбергом, А. В. Добровольским, Б. Жежериным и Г. Копоровским.
После войны И. Каракис был переведён в Киев и назначен на должность руководителя архитектурно-планировочной мастерской № 5 в Институте Гипроград. Весной 1944 года Каракис с семьёй вернулся в Киев и первым делом пошёл на Старокиевскую гору посмотреть, сохранилось ли здание школы. Его первой художественной работой в послевоенном городе стал рисунок Андреевской церкви, с ободранными куполами и окнами. Вскоре, в 1945 году, продолжая работать в Гипрограде, он возвращается на преподавательскую работу в КИСИ.
В это же время Каракис создаёт ряд проектов, которые по тем или иным причинам не были реализованы:
- Памятник Котовскому в Кишинёве (в соавторстве со скульптором Л. Д. Муравиным), заказной конкурс (1947)[2];
- Проект памятника Пушкину у Русского музея в Ленинграде [проект] (1947);
- Проект посёлка для рабочих завода «Красный Экскаватор» (ныне Машиностроительный завод АТЭК) на Нивках Киеве(50°27′16″ с. ш. 30°23′29″ в. д.HGЯO) [проект] (1947—1948 гг.).

Сороковые года в творчестве Иосифа Каракиса описанны академиком Игорем Шпарой:

И. Ю. Каракис относится к плеяде выдающихся архитекторов 40-х годов, связанных с расцветом конструктивизма. Иосиф Юльевич — один из талантливых зодчих, которые имели своё лицо и своеобразное видение архитектуры даже на фоне того расцвета в архитектуре Украины… В высшей степени эрудированный, умнейший человек, аристократического воспитания, очень тактичный и внимательный. Он был мастером и творцом, который думал иначе, чем большинство зодчих. И оригинальность его мышления, его мастерство вывели его после всех передряг и оставили на позициях передового архитектора. Он оставил яркий след в архитектуре не только Киева, но и всей Украины.

#### Памятник Великой Отечественной войны
В городе Сталино (сейчас территория Донецка, ограниченная проспектами Гурова, Театральным, улицами 50-летия СССР и Набережной) в 1947 году Иосиф Каракис (совместно со скульптором Муравиным) запроектировал памятник Великой Отечественной войны. Памятник был отмечен 1-й премией и рекомендован к строительству.
Проект, выигравший конкурс и получивший рекомендацию к строительству, не был реализован. Главный архитектор Донецка, Владимира Кишканя писал, что в конце 1940-х годов Гипроградом, где работал Каракис, была проведена разработка дальнейшего формирования центра города Донецка. С северной стороны комплекс планировалось завершить площадью Победы, между бульваром Шевченко и студгородком. В верхней части площади, находящейся на оси улицы Артема, были запроектированы здание драматического театра и монумент Победы. По плану театр с фасадом, ориентированным на юг, и монумент, размещённый в центре площади, должны были замкнуть перспективу улицы. Но после строительства драматического театра на площади Ленина площадь Победы, а с ней и монумент, так и не были построены.

#### Работа в Институте художественной промышленности
С 1948 года Иосиф Каракис стал руководителем сектора Института художественной промышленности Академии архитектуры УССР и в это же время, по совместительству, преподавал в КИСИ.

#### Гостиница «Украина»

Гостиница «Украина» — фрагмент центрального крыла со входом

С 1944 по 1947 год Иосиф Каракис проектирует и в 1945—1952 годах строит гостиницу «Украина» по ул. Пушкина, 3, в Луганске . Сначала она называлась гостиница «Октябрь». В гостинице 173 номера, объём здания 50 тысяч м³.
В 1940-х годах на месте будущей гостиницы был пустырь. На пустыре было несколько одно- и двухэтажных домов, разрушенных нацистами в феврале 1943 года. Гостиницу начали строить сразу после окончания войны в Луганске (тогда — Ворошиловград), в 1944 году. В 1947 году строительство было окончено, и в 1952 году гостиница приняла своих первых постояльцев. Вначале кодовое название проекта было «Москва», однако из-за того, что открытие состоялось накануне праздника Великого Октября, в последний момент её решили назвать «Октябрь». Всё же, чтобы сохранить в названии связь с регионом, ресторан на первом этаже гостиницы назвали «Украина».
Архитектурный и строительный проект, а также художественное оформление здания разработаны архитектором Каракисом. Среди населения города бытовало мнение, что гостиницу строили немцы. Возможно, в начале строительства использовался труд военнопленных, оставшихся на территории города после войны, которые выполняли различные строительные работы. Однако к концу 1947 года немецкие рабочие уже не могли быть заняты на стройке, так как лагерей, где содержались военнопленные, к этому времени на территории области уже не осталось.
Фасад здания украшает «мозаичный ковёр», а также вертикальные треугольные пилястры из белого силикатного кирпича. Пилястры поднимаются до самого верха, подобно кружевам окутывают здание гостиницы и контрастируют с красной стеной. Известно, что Иосиф Юльевич долгое время проводил специальные лабораторные работы, чтобы найти возможность сохранить прочность этого кирпича на долгие годы.
На «короне» фасада здания — пятиконечная стилизованная кирпичная звезда с часами, а по бокам — силуэты башенок. Некоторые считают, что гостиница является имитацией Кремлёвской стены — однако подтверждения этой версии в научных источниках не найдено. В. В. Чепелик отмечал, что созданный И. Каракисом орнамент преобразовывает плоскость стены в ковёр, выдержанный в тех художественных традициях, которые автор наблюдал в далёком детстве на Подолье. В этом узоре также прослеживается развитие орнаментальных традиций украинского модерна. С момента открытия гостиница была полностью телефонизирована, что было роскошью в те времена. Во дворе гостиницы планировался благоустроенный парковый сквер, однако к концу строительства комплекса, в связи с изменением обстоятельств, его не построили. Директор Музея истории Луганска О. В. Приколота описала здание так: 

Это прекрасное здание стало настоящей визитной карточкой Луганска.
Между тем в настоящее время гостиница приходит в полный упадок.
|                                      |                        |              |                             |
| Фрагмент левого и центрального крыла | Фрагмент правого крыла | Вид со двора | Часы на гостинице «Украина» |

### Гипроград (1952—1963)
В 1950 году П. Ф. Алёшин, член Президиума и вице-президент Академии архитектуры УССР, выступая в Академии, отозвался о Каракисе: «Человек он одарённый», а через год, в сентябре 1951 года, в актовом зале КИСИ состоялось очередное собрание с привычной для тех лет идеологической «чисткой». В этом году добрались и до архитекторов, и в КИСИ ими оказались член-корреспондент Академии архитектуры УССР, профессор Яков Штейнберг и доцент Каракис. За проект недавно построенной в Луганске гостиницы «Октябрь» («Украина») Иосиф Юльевич Каракис был обвинён в украинском буржуазном национализме, а через некоторое время — и в космополитизме, проявлением которого в архитектуре считался конструктивизм. Архитектору Каракису припомнили также и здание в Георгиевском переулке, 2, с башенкой, которое лидер польской коммунистической партии принял за церковь.
Штейнберг вынужден был «покаяться», а Каракис, вместо покаяния, сказал только, что жил и работал по совести. Штейнберга оставили, а Каракиса через семестр уволили и запретили преподавать (Эти действия были частью советской политики государственного антисемитизма, которая привела в конечном итоге к массовому отъезду евреев из страны).

Академик архитектуры В. И. Ежов вспоминает, что в одну из встреч на Русановских садах, когда они с Каракисом заговорили о позорном судилище, Иосиф Юльевич, улыбнувшись, ответил: 
А ведь могло быть значительно хуже. Готовили Колыму. Я отделался лёгким испугом.И. Каракис (из книги В. И. Ежов. Полвека глазами архитектора. – К.: КНУСА, 2001. — С. 174. — 304 с.)
Однако, по словам архитектора, самым тяжёлым наказанием для него были «здания, не отбрасывающие тени» — разрушенные войной, прихотью чиновников, так и оставшиеся в нереализованных проектах. А самой высокой наградой — дома построенные. Те, которые «должны быть хорошими соседями для человека».
Как вспоминает А. Я. Хорхот, большинство студентов очень близко к сердцу восприняли увольнение И. Каракиса и не могли смириться с тем, что лучший педагог, с которым они были одной семьёй, больше не сможет преподавать. На комсомольском собрании прозвучало: «Лучшего преподавателя Каракиса больше среди нас нет». На что последовал ответ: «Так решила партия». Иосиф Юльевич очень болезненно воспринял увольнение — запершись в квартире, никуда не выходил. В то время Хорхот уже перешёл из КИСИ на должность директора Института градостроительства Академии архитектуры Украины. В один из дней ему позвонил некто и спросил, знаком ли он с Каракисом. На вопрос «Кто говорит?» ответили, что из ЦК. Хорхот сказал, что, конечно, знает Каракиса, и, когда собеседник попросил отозваться о нём, рассказал, как высоко он его ценит.
В ответ услышал, что в таком случае говорить не о чём, а через несколько дней узнал, что Каракиса не приняли на работу в Институт градостроительства…
По словам ученицы Каракиса Тамары Владимировны Устенко, увольнение Иосифа Юльевича стало для студентов большим ударом. Было написано «письмо тринадцати», подписанное лучшими учениками, заявившими, что с уходом педагогов такого класса, как Каракис, пропадает школа. Руководил сбором подписей Михаил Будиловский. Была проведена серия партсобраний, но в конце концов всё заглохло. Записку об увольнении Каракис получил во время получения зарплаты. Ректор Н. Д. Плехов передал выписку из приказа об увольнении кассиру, не посчитав нужным лично выйти к И. Ю. Каракису, проработавшему в институте почти 20 лет.
Денег на жизнь не было, единственного дохода — пенсии мамы Иосифа Юльевича — не хватало на семью из четырёх человек. Дочь Каракиса, круглая отличница, тут же получила тройку по марксизму-ленинизму. На уроках учитель Марахов учил, что космополит Каракис строит в «городе Печерске» конструктивистские дома. Эта тройка лишила Ирму повышенной стипендии, а по закону и обычная стипендия не выдавалась из-за тройки. Жена Каракиса, Анна Ефимовна, по трафарету, изготовленному Иосифом Юльевичем, делала рисунки на скатертях для какой-то артели, чтобы можно было купить немного еды.
По прошествии нескольких недель к Каракису зашёл председатель правления Союза Архитекторов УССР В. Г. Головко и сказал:

Иосиф, я тебя не брошу. Вот помоги со станциями метро — работа будет оплачена. Ты такой талантливый человек — не пропадешь.
Иосиф Юльевич стал делать проекты станций метро, а Головко поздними ночами приходил их забирать. По прошествии нескольких лет директор института Художественной промышленности Академии Архитектуры УССР Нина Давидовна Манучарова рассказала, кто именно выдвинул кандидатуру Каракиса на звание «архитектурного космополита Украины», из-за чего И. Каракис был уволен из института. Этим человеком оказался всё тот же… Головко. Иосиф Каракис до последних дней жизни не мог в это поверить… По прошествии нескольких месяцев, 18 ноября 1952 года, Владимир Иванович Новиков, директор Гипрограда, заслуженный строитель УССР, не побоялся пригласить опального «космополита» в Гипроград.
Обвинения в космополитизме обернулись не только увольнением с работы — были и другие притеснения. Когда в печатных изданиях упоминались работы Каракиса или размещались фотографии его объектов, они публиковались без указания имени архитектора.

#### Мосты и гидротехнические сооружения
В период с 1951 по 1952 год, наряду с проектированием жилья и общественных зданий, Иосиф Каракис вёл лекционный курс в Киевском инженерно-строительном институте по истории и теории проектирования, а также по инженерным сооружениям «Мосты и гидротехнические сооружения». Каждая из лекций включала постановку практических задач, связанных с планированием мостов. Задачи относились к таким темам, как: определение величины пролётов, перекрывающихся сводами; вычисление доступной пологости сводов; выбор надлежащего вида оснований под опоры моста; различные приёмы облегчения нагрузок на свод; а также расчёт по длине пролёта в зависимости от конкретно поставленных условий. В частности, рассматривалось соотношение поперечного сечения быков мостов к величине пролёта, а также к форме сводов, прилегающих к быкам, зависимость от величины подвижной нагрузки и высоты быка. Большая часть лекций была по арочным мостам, имеющим проезжие части как внизу, так и посредине. Лекции сопровождались многими десятками иллюстраций, выполненных автором с примерами различных видов, стилей, материалов и размеров.
С 1952 года Иосиф Каракис работает в Гипрограде на типовом проектировании. В это время автором осуществляется большое количество проектов. Среди них ряд типовых школ в Киевe между 1953 и 1955 годом

#### Школа № 75 по улице Луи Пастера
В 1954 году архитектором проектируется и строится школа по улице Луи Пастера № 4 в Харькове. Построенная школа была также отмечена первой премией конкурса на лучшие здания. Над главным фасадным входом видны барочные элементы и эмблема школы, чуть пониже виден год постройки, а между окнами первого и второго этажа знак с номером школы.

#### Экспериментальная средняя школа № 80
В 1958—1960 годах Иосифом Каракисом (при участии арх. С. Н. Совы, Н. Г. Савченко и инженера Г. И. Тер-Арутюнянцa) проектируется и строится экспериментальная средняя школа № 80 на бульваре Дружбы Народов, 12 б в Киеве. Школа рассчитана на 920 учеников, находится на расстоянии 130 м от бульвара и отделяется от бульвара сквером с фонтаном. Классы школы сориентированы на юг для повышенного освещения, кроме того, школа дополнительно освещена добавочным светом со стороны рекреационного зала. В школе использовалась технология поперечных несущих стен.

#### Экспериментальная школа в Краматорске
В 1962 году архитектором (при участии арх. В. Савченко, совместно с художниками В. Русяевым и Э. Рогановой) строится Экспериментальная школа в Краматорске. По аналогичному проекту с 1962 по 1967 год по всей территории Советского союза было сооружено множество школ.
Через три года, в 1965 году, И. Каракисом строится ещё одна нетиповая школа с квадратными классами в Краматорске.
|                                                |                                                                |                                                                   |
| Школа № 75 по ул. Луи Пастера (фото 2011 года) | Школа № 24, Краматорск (построена в 1962 году, фото 2011 года) | Школа № 25, Краматорск (построена в 1965 году, фото до утепления) |

### КиевЗНИИЭП (1963—1976)
В 1963 году Иосифа Каракиса пригласили возглавить новый отдел проектирования школьных зданий в КиевЗНИИЭПе. Каракис переходит в КиевЗНИИЭП, и с ним переходит ряд сотрудников. Проектирование школ в Гипрограде с уходом Каракиса прекращается, и все школы проектируются теперь в КиевЗНИИЭП. С 1963 по 1976 год Иосиф Юльевич — руководитель отдела проектирования школьных зданий КиевЗНИИЭП.
Проекты включают множество школ, в том числе в 1963 году в городах Одесса и Бердянск строятся экспериментальные школы для детей, переболевших ДЦП (1963).

#### Экспериментальная школа № 5 — Культурно-спортивный центр
В послевоенное время, в Донецке, многие школы строились по типовым проектам, разработанным И. Ю. Каракисом (при участии Н. Г. Савченко), рассчитанным на 280—400 учеников. Эти проекты характерны компактностью и единым размером в плане, вместительность зданий может быть увеличена или уменьшена за счёт количества этажей. Экстерьеры школ имеют свой уникальный характер: небольшие барочные фронтоны, по всей высоте здания декорированы пилястрами. Один из лучших примеров школ этой проектной серии, с вариацией вместимости на 400 мест, находится в посёлке шахты Мушкетовская-Заперевальная.
Позднее, в 1960-е годы, в Донецке, предпочтение в строительстве отдавалось большей вместительности, и школы теперь строились по типовому проекту на 960 учеников (И. Ю. Каракис, при участии Н. Г. Савченко). Проект включает разномасштабные объёмы для группирования классов, лабораторий, актовых и спортивных залов; вестибюль с гардеробами и застеклённым переходом соединяет помещения. Школа на улице Артема в районе Шахтёрской площади, школа на проспекте Ильича и школа на бульваре Шахтостроителей — вот несколько примеров школ, построенных по этому проекту.
В 1966 году в Донецкe Иосифом Юльевичем Каракисом (глав. арх. — И. Ю. Каракис, привязка к местности — арх. В. И. Волик, А. П. Страшнов, П. И. Вигдергауз, мозаичные композиции — худ. Г. И. Синицы, В. И. Зарецкого и А. А. Горской) проектируется и строится Экспериментальная школа № 5 — Культурно-спортивный центр. Здания экспериментальной школы укреплены, а общая вместительность зданий павильонного типа рассчитана на 2032 учащихся. Месторасположение школы — на берегу реки Кальмиус (в квартале № 9 на территории бывшей Семёновки).
Проект школы состоит из комплекса учебных павильонов, которые объединены актовым залом, спортзалом и переходами. Комплекс включает восемь одноэтажных павильонов с пятью классами в каждом, всего 40 классов. Каждый павильон имеет свой внутренний дворик, который предназначается для отдыха на переменах, а также для учёбы в летнее время. Перед главным фасадом располагается двухэтажный учебный блок, в котором находятся мастерские, лаборатории, кабинеты, административные помещения и столовая. Два двухэтажных здания находятся в центре восьми одноэтажных зданий, объединяя комплекс в цельный объёмно-пространственный организм.
Здания школы планировочно разделяются на отдельные секции, исходя из возрастных групп учащихся. Окна разных классов выходят в свой собственный дворик, изолированный от другого. В этой школе впервые занятия были организованы так, чтобы продолжительность уроков была различной для учащихся младшего и старшего возраста.
Далее автором осуществляется проект застройки Подола в Киевe (1966 год). Затем проектируются и строятся экспериментальные здания школ большой вместимости сразу в ряде городов: Махачкале, Баку, Ворошиловграде, Днепродзержинске (1966—1969).

#### Проект мемориала в Бабьем Яру
В 1966 году И. Ю. Каракис (в соавторстве с художником З. Ш. Толкачёвым, скульпторами Я. С. Ражбой и Е. Жовнировским) создаёт проект мемориала в память о трагедии в Бабьем Яру, в Киеве. Группой Иосифа Каракиса было представлено три варианта. Проект был самым обсуждаемым. Основной идеей проекта было осознание того, что Бабий Яр — это огромная братская могила, по которой нельзя ходить. Следовательно, к скульптуре, которая представлялась авторам высотой в 15—20 метров, должна вести навесная дорога (пандус), причём так, чтобы на всём пути приближения скульптура читалась на фоне неба, открывающегося просторно и вниз — к Куренёвке. Приближаясь, авторы издали видели облик скорбящей Матери. Чем ближе, тем явственней проступали в камне статуи рельефы: сцены расстрела на дне Яра. Пандус уходил вниз, под уровень Яра. Небольшие по высоте, широкие ступени словно бы сами по себе замедляли шаг. Человек как бы уходил в Яр. Это создавало, по замыслу авторов, то траурное состояние, в котором находится каждый в этом страшном месте.
Проект Иосифа Каракиса представлял собой семь символических оврагов Бабьего Яра. Между оврагами планировались мостики. Это было сделано для того, чтобы «сохранившаяся часть Бабьего Яра превратилась в заповедное место, куда не должна ступать нога человека». Дно яра покрывается маками и камнями в напоминание о пролитой крови советских граждан. Для центральной части мемориала Иосиф Юльевич предложил три различных варианта:
- Первый вариант был представлен статуей скорби по погибшим людям со врезанными в неё незаживающими ранами и изображениями героических сцен;
- второй вариант — бетонный памятник стены, пробитой силуэтом человека. По правой стороне пандуса, на бетонной подпорной стене, размещено мозаичное панно из гранитов, раскрывающее тему трагедии Бабьего Яра;
- третий вариант был группой каменных человеческих тел в виде дерева, которое раскололось, и в нём — два внутренних яруса, покрытых фресками Зиновия Толкачева.

По левую сторону от входа, за оврагом, планировался мемориальный музей, частично врытый в землю.
Проект И. Каракиса и Е. Жовнеровского победил, планировка была признана одной из лучших, однако Жовнеровскому и Каракису предложили улучшить проект и сделать второй вариант. Второй вариант также не соответствовал «требованиям». Затем памятник был заказан властями другому скульптору, не участвующему в конкурсе.
В то же время архитектор И. Каракис участвует во Всесоюзном конкурсе по жилью для семей из трёх поколений под девизом «Батыева гоpa» в Киеве. Автором разрабатываются проекты новых типов жилых домов с пространственной организацией для Батыевой горы: дома пирамидального типа, уступообразные дома с лоджиями, дома с выносными балконами, дома — вавилонские башни, дома с внутренним двориком на рельефе.

#### Ташкент, Узбекистан. Школа № 110 имени Т. Г. Шевченко
В 1969 году в Ташкенте архитектором И. Каракисом (при участии архитектора П. Ф. Савича) и инженером А. З. Седовым проектируется и реализуется школа № 110 имени Т. Г. Шевченко на 2600 учащихся в микрорайоне «Украинский» (1969). Школа состоит из комплекса 12 блоков, соединённых остеклёнными галереями, и затенённых деревьями внутренних двориков. Мебель в школе реализована исходя из роста и возраста учащихся.

#### Типовое проектирование
С 1953 по 1975 год на Украине, в РСФСР и в других республиках под руководством Каракиса и совместно с коллективом сотрудников было разработано свыше 40 типовых проектов общеобразовательных школ разной вместимости, школ-интернатов и музыкальных школ, по которым построено более 4000 зданий.
Проекты, в частности, включали следующее:
| Номер проекта | Описание проекта | Годы реализации                                         | Место постройки                                                                                 | Количество построенных зданий                                                           |
| --- | --- | ------------------------------------------------------- | ----------------------------------------------------------------------------------------------- | --------------------------------------------------------------------------------------- |
| ТП № 2-02-19, 2-02-20, 2-02-24, 2-02-25                                                                                               | Типовые проекты зданий школ на 280 и 400 учащихся                                                                                                | 1953—1954 гг.                                           | Строительство осуществлялось главным образом в УССР, частично в РСФСР и других республиках СССР | Всего построено свыше 600 зданий                                                        |
| ТП № 2-02-73 — на 920 учащихся, ТП № 2-02-73/II — на 960 учащихся, ТП № 2-02-520 — на 520 учащихся, ТП № 2-02-560/8 — на 560 учащихся | Типовые проекты среднеобразовательных школ. Разработаны на основе конкурсного проекта, получившего на Всесоюзном конкурсе в 1956 году 1-ю премию | 1957-1963 гг.                                           | Строительство осуществлялось главным образом в УССР, частично в РСФСР и других республиках СССР | Всего построено свыше 3000 школ.                                                        |
| ТП № 2-02-99, 2-02-240, 2-02-330 | Школы-интернаты на 240, 330, 660 воспитанников                                                                                                   | разработка 1957—1958 гг., строительство в 1958—1963 гг. |                                                                                                 | Построено около 250 зданий.                                                             |
| ТП № 2-02-960 у, 2-02-964 у (1280—1320), 2-02-536 у, 2-02-320                                                                         | Серия типовых проектов общеобразовательных школ-одиннадцатилеток                                                                                 | Разработка 1960—1961 гг. Строительство с 1961 г. —      |                                                                                                 | Построено свыше 500 зданий (на момент 2002 года, в котором строительство продолжалось). |
| ТП № 2-02-960 у, 2-02-964 у (1280—1320), 2-02-536 у, 2-02-320                                                                         | Типовой проект музыкальной школы на 300 учащихся                                                                                                 | Разработка 1960 г. Строительство в 1961—1963 гг.        | Осуществлён в Чернигове, Днепропетровске, Полтаве и других городах в 1961—1963 гг.              |                                                                                         |

#### Проекты застройки жилых массивов
В 1976 году И. Ю. Каракис предложил интересный проект застройки жилого массива Русановка в Киеве, а также застройку жилого массива Оболонь. Проект застройки предусматривал концептуальные проектные предложения. Также был спроектирован школьный городок на Оболони.
В 1977 году Иосиф Юльевич по инициативе В. Е. Ясиевича был временно зачислен в штат Киевского научно-исследовательского института истории, теории и перспективных проблем советской архитектуры, где разрабатывал тему «Жилище ближайшего будущего», посвящённую перспективам застройки Киева.

### Последние годы жизни
Девять последних лет жизни Иосиф Каракис посвятил труду на своём садовом участке на Русановских садах, на котором соорудил множество самодельного: перголы-беседки, миниатюрный «японский дворик» из бутового камня, выложенный вокруг принесённого днепровским наводнением авиационного бака, под посаженной им ивой.
Иосиф Каракис скончался 23 февраля 1988 года. Похоронен на Байковом кладбище рядом с матерью, памятник которой собственноручно выполнил из мрамора и сам установил.
Сегодня практически все здания, созданные Иосифом Каракисом, являются памятниками архитектуры республиканского значения и находятся под охраной государства.

## Участие в конкурсах
За свою жизнь И. Каракис многократно участвовал в конкурсах. Вот некоторые из них:
- Конкурс на проектирование в Киеве так называемой «образцовой школы» (в соавторстве с П. Ф. Алёшиным и Г. И. Волошиновым). 1929 год, Первая премия[149].
- Типовой проект школы (в соавторстве с П. Ф. Алёшиным и Г. И. Волошиновым), 1929 г., Третья премия.
- Дом Кооперации в Харькове (в соавторстве с В. И. Заболотным и П. Г. Юрченко), 1930-е гг.
- Курский вокзал в Москве (в соавторстве с П. Г. Юрченко и С. И. Татаренко), 1932 г., Третья премия (Первая премия присуждена не была, вторую получил И. Г. Явейн[20], построивший за свою жизнь более 100 вокзалов).
- Оперно-драматический театр в Запорожье, 1932 год
- Типовой кинотеатр на 1000 мест, 1934 год, Первая премия. Осуществлён строительством в Харькове, Кривом Роге, Виннице.
- Универмаг в Киеве на углу Крещатика и улицы Б. Хмельницкого, № 38 / 2. (в соавторстве с Н. B. Холостенко и Л. Кисилевичем) предусматривал появление крупномасштабных скульптур или скульптурных групп[150][151], 1930-е гг.
- Универмаг в Бауманском районе Москвы (в соавторстве с Г. И. Волошиновым), 1930-е гг.
- Правительственная площадь в Киеве, 1935—1936 гг.
- Речной вокзал в Киеве (в соавторстве с Н. B. Холостенко), 1936 г., Премия.
- Санаторий для рабочих горнорудной промышленности в Сочи, 1936 год, Премия.
- Проект планировки и застройки центральной площади Николаева 1939 год, Первая премия (Война помешала осуществлению этих планов[152][153]).
- Дворец культуры в Краматорске (в соавторстве с Л. И. Юровским), 1939 г., Принят к строительству в 1940 году.
- Музей Революции в Ворошиловграде, 1940 год, Принят к строительству, не осуществлён из-за начала войны.
- Индивидуальный жилой дом для строителей Фархадской ГЭС, 1943 г., Первая премия.
- Проекты домов для строительства в районах, освобождённых от оккупации, 1944 г., Первая премия.
- Первый тур конкурса на застройку улицы Крещатик в Киеве, 1946 г.
- Памятник А. С. Пушкину у Русского музея в Ленинграде (совместно со скульптором Л. Д. Муравиным), 1947 г., Вторая премия заказного конкурса.
- Памятник победы в Великой Отечественной войне в г. Сталино (совместно со скульптором Л. Д. Муравиным), 1947 г., Первая премия, рекомендован к строительству.
- Памятник Г. И. Котовскому в Кишинёве (совместно со скульптором Л. Д. Муравиным), 1948 г.
- Всесоюзный закрытый конкурс на типовые проекты 3-, 4-, 5-этажных жилых домов, 1956 г., (вторая премия за серию жилых домов с лоджиями).
- Всесоюзный открытый конкурс на типовые проекты общеобразовательных школ, 1956 г., (первая премия за школу на 960 учащихся).
- Мемориал в память трагедии в Бабьем Яру в Киеве (совместно с художником З. Ш. Толкачёвым, скульпторами Я. С. Ражбой и Е. Жовнировским), 1966 г., три варианта. «Лучшими были признаны проекты известных киевских архитекторов И. Каракиса и А. Милецкого»[154].

Кроме своего участия в конкурсах, по словам Игнащенко А. Ф. (одного из учеников Каракиса), Каракис всегда приучал своих учеников стремиться к совершенствованию и участвовать в международных конкурсах: 
Если вы не принимаете участия в соревнованиях, как спортсмен в Олимпийских играх, то вы не сможете знать наверняка, первый вы или последний…И. Каракис

## Критика
Несмотря на международное признание и позитивную оценку творчества Каракиса, архитектор часто подвергался и критике.
Примером служит статья Генриха Сикорского под названием «Как из Киева сделали советский город», в которой журналист критиковал Каракиса за то, что тот якобы построил здание музея истории Украины на месте Десятинной церкви. Другим примером была статья Александра Анисимова под названием «Стыдно, живя в Киеве, не знать элементарного». В своей статье автор пишет: «В Киеве стоял Георгиевский храм, заложенный в 1115 году. Он был разрушен, и на его месте построили здание для нужд Наркомата связи. Архитектор Каракис (ленинградский зодчий, который не совсем понимал, что он делает в Киеве) все свои дома, которые в архитектурном смысле, может быть, и представляют ценность, построил на месте павших храмов».
В газете «Хрещатик» 22 января 1999 года, с. 6, в разделе «История современности» вышла статья журналистки Светланы Гартманн: «Постышев по-варварски преобразовал мещанский город в современный». С. Гартманн рассказывала о переносе столицы Украины в Киев и о проведённом в 1939 году конкурсе на проект Правительственного центра в Киеве. В частности (объединив два разных проекта двух авторов в один), она писала:

Юрченко и Каракис запланировали разместить его на месте Михайловского Златоглавого монастыря и Трёхсвятительской церкви. Проектом предполагался снос Киевской Софии, памятника Богдану Хмельницкому и присутственных мест… Архитектор Иосиф Каракис возводил свои «шедевры» на местах храмов.
16 марта 1999 года прошло специальное заседание совета президиума Национального Союза Архитекторов Украины, на котором присутствовали президент Союза Шпара И. П., вице-президент Союза Худяков Ю. Ф., члены совета: Панченко Т. Ф., Устенко Т. В., Шпилевский И. И., Килессо С. К., Кульчинский М. И., Колесников О. В., Левчук М. А., Залуцкий В. В., Дёмин Н. М., Стукалов О. К., Жежерин В. Б., Хорхот Г. А., Левитан Я. Б., Муляр Л. Х., Ежов В. И., Штолько В. Г., Довженко Т. Г., Цветков А. В., глава РК САУ: Таенчук В. А., секретарь совета: Косарева О. И. Были приглашены: Каракис И. И., Лебедев Г. А.
Итогом была статья кандидата искусствоведения Георгия Лебедева, вышедшая в газете «Хрещатик» за 18 ноября 1999 года в разделе «Резонанс» на странице 14. Статья начиналась с рамки «Постышев по-варварски преобразовал мещанский город в современный», «Хрещатик», 22 января 1999 г. и называлась: «Перекручивать историю не хорошо!».
В опровергающей статье, в частности, говорилось:

Иосиф Каракис считал, что Правительственный центр следует построить на Михайловской площади и прилегающей к ней школе, не трогая Михайловского монастыря.

## Творческое наследие Иосифа Каракиса
Творческое наследие Иосифа Каракиса включает реализованные и не реализованные проекты архитектора, публикации и множество учеников. По мнению президента украинского комитета IKOMOC (комитета по вопросам памятников и достопримечательностей при ЮНЕСКО), Леонида Прибеги:

Объекты Каракиса ярко обозначены творческой манерой архитектора и вместе с тем отражают исторический период, эпоху конструктивизма. И конечно, его совершенные произведения должны быть отнесены к памятникам архитектуры. Некоторые из них находятся в местном, но не в государственном реестре. Вообще у нас мало памятников архитектуры XX века, в основном предоставлены памятники XII—XVII столетий. Принятая в мире историческая дистанция, которая требуется от создания объекта архитектуры до его объективной оценки, составляет 50 лет. Уже есть объективное основание внести ряд произведений И. Ю. Каракиса к памятникам архитектуры государственного значения.

### Избранные публикации Иосифа Каракиса
Литературное наследие Каракиса включает следующие публикации:
- И. Ю. Каракис. За комплексную застройку // Архитектурная газета. — 1936. — № 32 (8 июня).
- И. Ю. Каракис. Яким повинно бути житло (укр.) // Більшовик. — 1936. — № 181 (5 августа).
- И. Ю. Каракис, И. Дубов. Про план житлового осередку (укр.) // Соціалістичний Київ. — 1936. — № 6.
- И. Ю. Каракис. Школи художнього виховання (укр.) // Соціалістичний Київ. — 1937. — № 2.
- И. Ю. Каракис. Жилий квартал над Дніпром (укр.) // Соціалістичний Київ. — 1937. — № 4.
- И. Ю. Каракис. Жилой дом на Украине // Архитектурная газета. — 1937. — № 22 (18 апреля).
- И. Ю. Каракис. Архитектура жилья на Украине: 20 лет Великой Социалистической революции // Архитектурная газета. — 1937. — № 69 (8 октября).
- И. Ю. Каракис. Будівництво і проектування сільських шкіл на Україні (укр.) // Радянська школа. — 1938. — № 4.
- И. Ю. Каракис. Колгоспний клуб (укр.) // Архітектура Радянської України. — 1941. — № 6.
- И. Ю. Каракис. Экспериментальное проектирование жилых микрорайонов // Вестник ГИПРОГРАДа. — К. — 1946.
- И. Ю. Каракис. Москва радянська (укр.) // Вісник Академії архітектури УРСР. — 1947. — № 2.
- И. Ю. Каракис. Хозяйственные сооружения в системе двухэтажной жилой застройки // Техническая информация / ГИПРОГРАД. — К. — 1952. — № 3.
- И. Ю. Каракис. Здание гостиницы в г. Ворошиловграде // Техническая информация / ГИПРОГРАД. — К. — 1952. — № 14.
- И. Ю. Каракис. Экспериментальный проект жилого дома галерейного типа на 72 квартиры // Техническая информация / ГИПРОГРАД. — К. — 1956. — № 1.
- И. Ю. Каракис. Галерейные жилые дома // Архитектура СССР. — 1957. — № 4.
- И. Ю. Каракис. Типовое проектирование школ-интернатов // Строительство и архитектура (Будівництво і архітектура). — 1957. — № 3.
- И. Ю. Каракис. К вопросу проектирования новых типов школьных зданий (Из опыта типового проектирования ГИПРОГРАДа) // Проектирование и строительство школьных зданий. — К. — 1958.
- И. Ю. Каракис. Средняя школа на 400 учащихся: Некоторые конструктивные и планировочные особенности школьных зданий, проектируемых из крупных стеновых блоков // Проектирование и строительство школьных зданий. — К. — 1958.
- И. Ю. Каракис, Х. Заривайская. Однокомнатные квартиры в галерейном доме // Строительство и архитектура (Будівництво і архітектура). — 1958. — № 1.
- И. Ю. Каракис. Типовой проект семилетней музыкальной школы на 200—300 учащихся // Техническая информация / ГИПРОГРАД. — К. — 1958. — № 7 (134).
- И. Ю. Каракис. Пути улучшения экономических и бытовых качеств жилья // Техническая информация / ГИПРОГРАД. — К. — 1958. — № 8—9 (135—136).
- И. Ю. Каракис. Новые типовые проекты // Техническая информация / ГИПРОГРАД. — К. — 1958. — № 10.
- И. Ю. Каракис. Жилые дома галерейного типа для строительства в VII и VIII пятилетках // Техническая информация / ГИПРОГРАД — К. — 1958 . — № 10.
- И. Ю. Каракис. Типовой проект семилетней музыкальной школы на 200—300 учащихся // Техническая информация / ГИПРОГРАД — К. — 1958. — № 7.
- И. Ю. Каракис. Новые типовые проекты: О домах галерейного типа // Жилищное строительство. — 1958. — № 11.
- И. Ю. Каракис. Пути улучшения планировки жилья // Строительство и архитектура (Будівництво і архітектура). — 1959. — № 11.
- И. Ю. Каракис, Н. Савченко, А. Волненко. Жилой корпус на 600 воспитанников [школы-интерната] в Киеве // Строительство и архитектура. — 1959. — № 2.
- И. Ю. Каракис. Номенклатура домов галерейного типа для строительства в Украинской ССР // Жилищное строительство. — 1959. — № 2.
- И. Ю. Каракис. Нова, незвична… (укр.) // Київський будівельник. — 1960. — № 24 (16 июня).
- И. Ю. Каракис, В. Городской. От эксперимента — к массовому строительству: Комплексная серия типовых проектов школ и школ-интернатов // Строительство и архитектура. — 1960. — № 11.
- И. Ю. Каракис. Экспериментальная школа в Киеве // Жилищное строительство. — 1961. — № 4.
- И. Ю. Каракис. Кооперирование и размещение школ и школьных городков в современной жилой застройке. — М // Архитектура учебно-воспитательных зданий в жилой застройке. — 1976.
- Жилище ближайшего будущего (Научно-творческое поисковое исследование) // Отчет о НИР. — Киев: Киевский научно-исследовательский институт теории, истории и перспективных проблем советской архитектуры (ныне — НИИТИАГ), 1977. — Т. Инв. № 1071. — С. 29.
- и многие другие.

### Основные неосуществлённые архитектурные проекты
Кроме реализованных в натуре зданий, творческое наследие Иосифа Каракиса состоит из множества проектов, которые по тем или иным причинам не были построены. Вот некоторые из них:
- 1929 — Типовой проект школы (в соавторстве с П. Ф. Алёшиным и Г. И. Волошиновым). Третья премия[161].
- 1932 — Курский вокзал в Москве (В соавторстве с П. Г. Юрченко и С. Татаренко) Премия[30].
- 1935—1936 — Правительственная площадь в Киеве[162].
- 1935—1936 — Здание Академии архитектуры УССР по Георгиевскому пер. в Киеве[60].
- 1940 — Дворец культуры им. Сталина (в соавторстве с Л. И. Юровским) в г. Краматорске. Принят к строительству[91].
- 1940 — Музей Революции в г. Ворошиловграде[161].
- 1940 — Дом Кооперации (в соавторстве с В. И. Заболотным и П. Г. Юрченко) в г. Харькове[163].
- 1947 — Речной вокзал (в соавторстве с Н. В. Холостенко) в г. Киеве. Премирован[163].
- 1947 — Памятник Пушкину у Русского музея в г. Ленинграде[164].
- 1947 — Проекты домов для безлесных районов, освобождённых от оккупации в г. Ленинграде. Первая премия.
- 1947 — Проект памятника Великой Отечественной войны в г. Сталино. Первая премия, рекомендация к строительству.
- 1947 — Памятник Котовскому (в соавторстве со скульптором Л. Д. Муравиным) в Кишинёве. Заказной конкурс.
- 1947—1948 — Проект посёлка для рабочих завода «Красный Экскаватор» на Нивках в Киеве.
- 1956 — Всесоюзный закрытый конкурс на типовые проекты 3-, 4-, 5—этажных жилых домов. Вторая премия за серию жилых домов с лоджиями.
- 1966 — Проект мемориала в память трагедии в Бабьем Яру (в соавторстве с художником З. Толкачёвым и скульпторами Я. Ражбой, Е. Жовнировским) в Киеве. Три варианта.
- 1970—1980 — Разработки новых типов жилых домов с пространственной организацией.

### Ученики
Учениками И. Каракиса считают себя многие: по большому счёту, к их числу могут быть отнесены студенты, занимавшиеся у него с 1933 по 1952 год. Среди этих имён есть громкие: Анатолий Владимирович Добровольский, Авраам Моисеевич Милецкий, Юрий Сергеевич Асеев, Валентин Иванович Ежов, Вадим Константинович Скугарев, Борис Петрович Жежерин, Анатолий Федорович Игнащенко, Виктор Васильевич Чепелик, Зоя Васильевна Моисеенко, Борис Михайлович Давидсон (один из аспирантов Иосифа Юльевича), Юрий Иванович Химич, Михаил Петрович Будиловский, Юрий Абрамович Паскевич, ставшие писателями Виктор Платонович Некрасов и Леонид Семенович Серпилин и многие другие, которые всегда отзывались о нём тепло и с любовью. Дочь Иосифа Юльевича — Ирма Иосифовна — стала кандидатом архитектуры, старшим научным сотрудником, долгое время работала заведующей сектором интерьера КиевЗНИИЭП, проектного института, куда впоследствии вместе с отделом типового проектирования попал её опальный отец.

## Адреса
1943—1988 — Рыльский Переулок дом № 5 в г. Киевe, Украина.
Мемориальной доски на доме не установлено:

Настало время, чтобы имя этого замечательного человека, выдающегося зодчего было увековечено в Киеве установлением мемориальной доски с барельефом на доме по Рыльскому переулку, 5, где в 1944—1988 гг. он жил и творил.

## Увековечение памяти

### 90-летие
К девяностолетию со дня рождения И. Каракиса была приурочена выставка работ мастера, фотографий, рисунков и чертежей. Выставка экспонировалась в Республиканском Доме Архитектора (ул. Б. Гринченко, 7) в Киеве и проходила с 29 мая до 12 июня 1992.

### 100-летие
К столетию со дня рождения Иосифа Юльевича прошла выставка в Национальной академии изобразительного искусства и архитектуры. К этой дате были сделаны:
- Телефонные карточки различных дизайнов с портретом и работами И. Каракиса. Дизайн карточек включает портрет архитектора и годы жизни, а также размещены по три фотографии проектов мастера. Тираж кажого из трёх видов — 50 000 экземпляров, отличие в различных денежных номиналах.
- Почтовые конверты с портретом архитектора и его работами.
- Иллюстрированный каталог работ автора. Каталог включает биографические данные мастера, описание проектов (ISBN 966-95095-8-0).
- Библиографический справочник публикаций о И. Каракисе из серии «Видные зодчие Украины».
- Стипендия Каракиса[12][166]. Именная стипендия планировалась к вручению ежегодно лучшему студенту архитектурного факультета КНУСА[19].
- Мемориальные плакаты, развешенные на автобусных и троллейбусных остановках г. Киева.
- Интернет-сайт с работами автора.

Главный архитектор города Киева, член-корреспондент Академии искусств Украины, заслуженный архитектор Украины Сергей Бабушкин, следующим образом отозвался о 100 летии И. Каракиса:

Отмечаемое 29 мая 2002 года столетие со дня рождения Иосифа Юльевича Каракиса — выдающегося украинского зодчего двадцатого века — знаменательная дата в истории архитектуры. Не только по числу созданных им произведений, но и по их вневременной современности, по новаторскому характеру Каракис входит в первый ряд зодчих. Трудно назвать архитектора, который бы на протяжении полувекового служения Архитектуре столь тесно был связан с нашим прекрасным Киевом. Постройки Каракиса не только официально явились памятниками архитектуры, но и заслужили всенародную любовь и уважение. Более того, они знаковы, символичны и несут яркую печать мастерства их автора. Работы Каракиса, построенные почти в каждом крупном городе бывшего СССР и охватывающие период с конца 20—х до начала 70—х гг., — прекрасный пример всецелой отдачи себя созиданию на благо народа и служения архитектуре как широкому социальному явлению.
Нелегкая судьба Иосифа Каракиса, необходимость преодолевать административные препоны, противостоять обстоятельствам, диктовавшимся спецификой того непростого времени, не сломили, не ожесточили его, но сделали более филигранным самый метод творчества.

### 110- и 115-летие
- 110-летие — в Государственной научной архитектурно-строительной библиотеки имени В. И. Заболотного прошла книжная выставка «Украинский архитектор Иосиф Юльевич Каракис (1902—1988): к 110-летию со дня рождения»[169].
- 115-летие — вышло фундаментальное издание, посвящённое жизни, творчеству и судьбе зодчего — «Архитектор Иосиф Каракис» / О. Юнаков. — Нью-Йорк: Алмаз, 2016. — 544 с., ил. — ISBN 978-1-68082-000-3[170].